# 33DD
33DD는 해상자위대의 차세대 구축함이다. 2021년 예산에는 33DD가 포함되어 있지 않으며, 2020년대동안 30FFM과 같이 건조될 군함이다.

## 역사

### 연구
구축함의 첫 번째 컨셉 모델은 가와사키 중공업의 방위 기술 심포지엄 2010에서 공개되었다. 프로젝트는 FY2011 국방 예산 요청에서도 언급되었으며, 차세대 구축함을 위한 새로운 통합 안테나 시스템 및 소나 시스템에 대한 연구가 2018년경에 수행될 것이라고 언급했다.

### 배치
2024년에 진수될 예정이다. 경하 배수량은 5,400톤으로 경하 배수량 5,100톤에 만재배수량 6,800톤인 아사히급보다도 조금 큰 규모여서 아사히급 구축함의 후속함의 격이다. 대체하는 배는 아사기리급 구축함으로 여겨지고 있어, AESA 3차원 대공 레이다를 사용하는 배 중 최초로 퇴역한다. 이렇게 되면, 2030년대까지 일본은 전체적으로 최소 6000톤 이상인 구축함을 40 척 이상 보유하게 될 것이다. 일본은 이미 FY2017에서 5 개의 Asagiri 클래스 DD의 수명 연장을 승인하여 2020년대 초 SLEP가 완료된 후 2030-2034년까지 서비스 수명을 계속하기로 해서, 2034년이면 마지막 아사기리함이 퇴역할 것이고, 전력화가 완료됐을 33DD가 2034년에 완전히 대체하게 된다.

## 특징

### 전자전 능력
FCS-3 파생형 레이더가 들어간다.

### 대공 미사일
AAM-4의 함대공 파생형 미사일을 개발할 예정이다. 이 미사일을 30FFM과 33DD에 사용할 예정이다.

### 탄소섬유 선체
선체 구조를 탄소 섬유 신기술로 만들어 놓아서, 견고하고 방어력이 높아진다. 높은 내구성을 바탕으로 적에게 입을 데미지를 최소화하는 능력도 개발중이다.

## 같이 보기
- 30FFM